# Gilberto Reina
Gilberto Reina es un periodista venezolano y director del portal digital de noticias "La Sapa del Orinoco". Fue detenido el 16 de agosto de 2024 por funcionarios de seguridad en su casa, sin una orden de allanamiento o de arresto. Fue liberado el 21 de diciembre de 2024.

## Detención
Gilberto ha sido el director del portal digital de noticias "La Sapa del Orinoco". El 16 de agosto de 2024, pocas semanas después de las elecciones presidenciales de Venezuela el mismo año, Gilberto fue detenido por agentes de la Dirección General de Contrainteligencia Militar (DGCIM) fuertemente armados y con los rostros cubiertos en su casa, en Ciudad Bolívar, sin una orden de allanamiento o de arresto. Reina fue acusado de «instigación al odio» y «terrorismo», al igual que varios otros detenidos después de las elecciones, y recluido en el centro penal de Tocuyito. La detención se produjo después de que el portal de La Sapa del Orinoco publicara la convocatoria a una manifestación opositora.
La organización no gubernamental Espacio Público denunció su detención,y Amnistía Internacional ha exigido su libertad inmediata e incondicional.
Fue liberado el 21 de diciembre de 2024.